# Region Południowo-Zachodni (Kamerun)

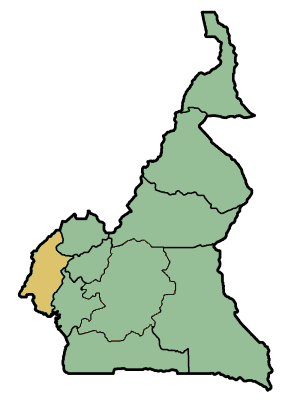
Położenie Regionu Południowo-Zachodniego na mapie Kamerunu

Region Południowo-Zachodni (ang. Southwest Region, fr. Région du Sud-Ouest) – region Kamerunu. Jego stolica to Buéa. Obszar 24 571 km² zamieszkuje około 838 tys. ludzi (1987). 

## Demografia

### Miasta
Niektóre miasta: Bamusso, Bazou.

## Gospodarka

### Turystyka

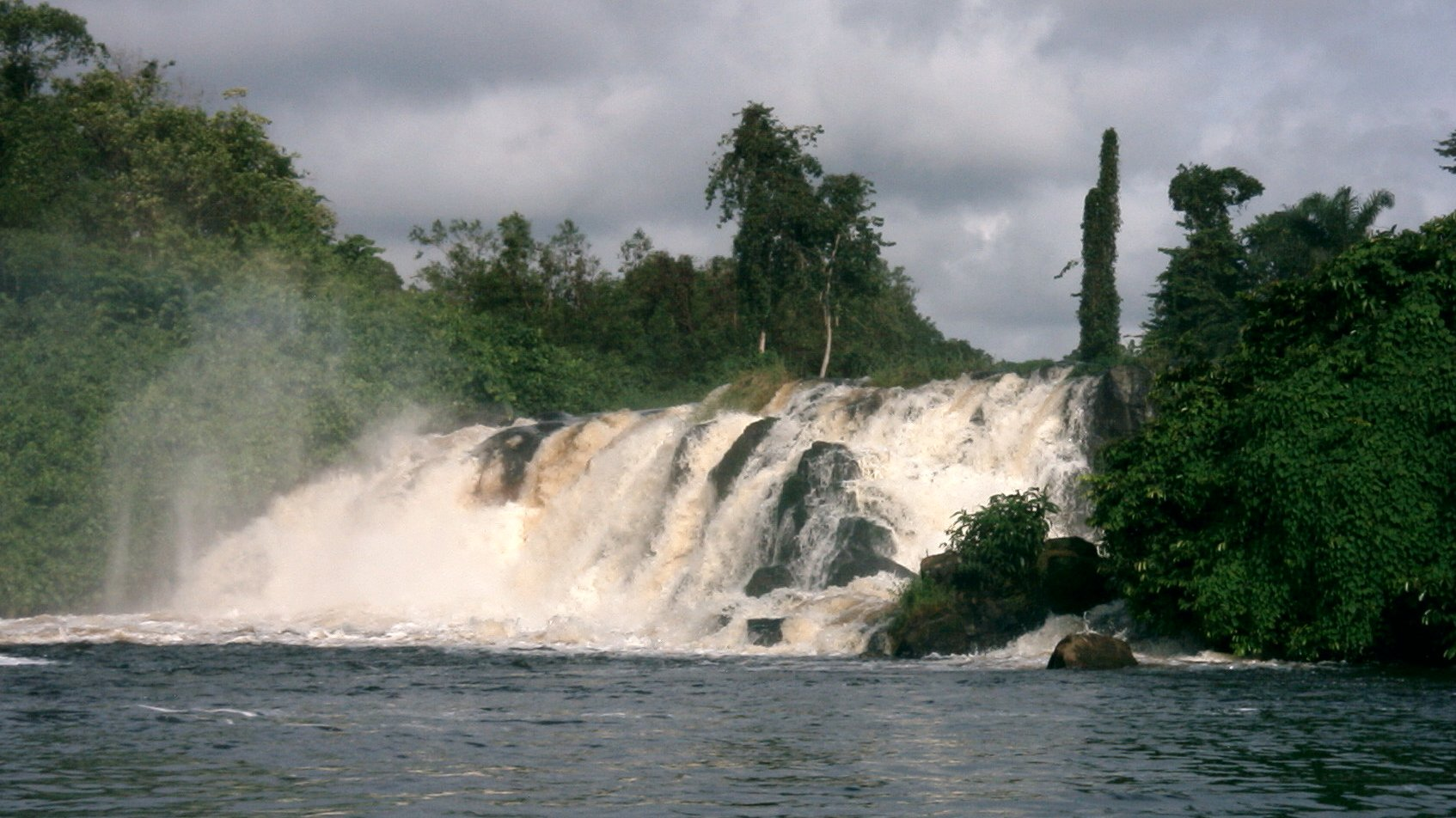
Wodospady Lobe w pobliżu Limbé

Głównymi atrakcjami turystycznymi regionu są nadmorskie ośrodki wypoczynkowe i Park Narodowy Korup. Celem turystów jest również wulkan Kamerun.

## Administracja i warunki społeczne

### Administracja lokalna

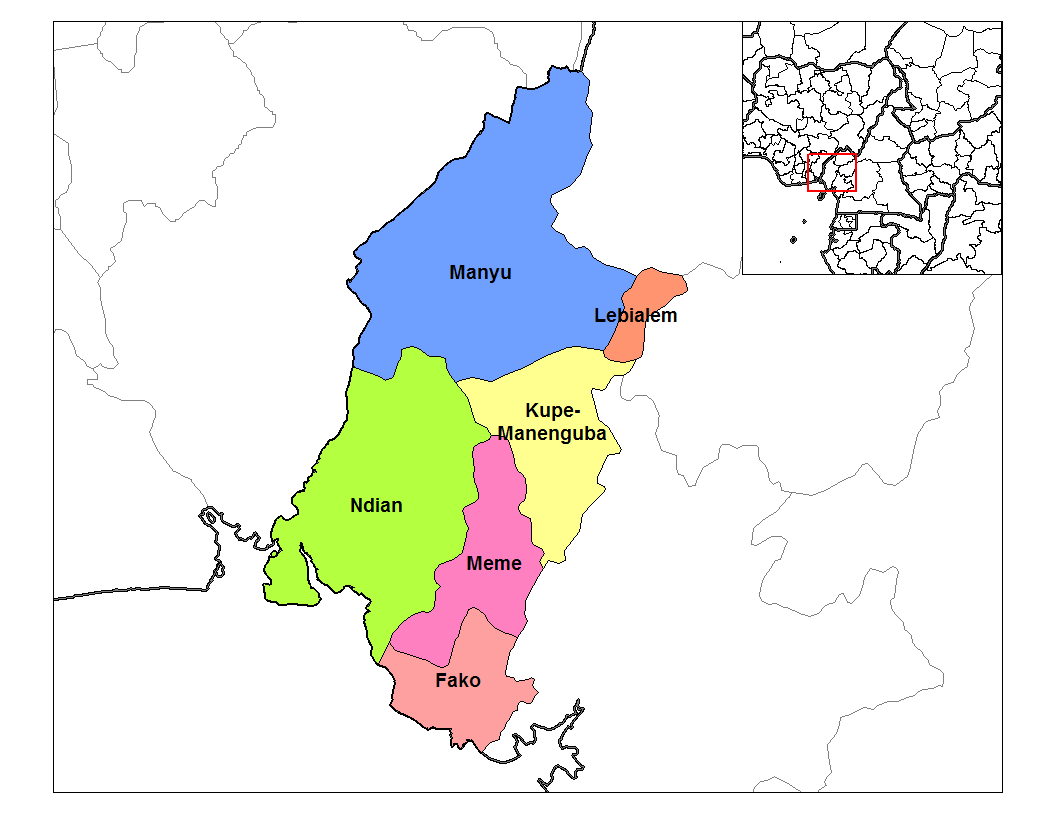
Departamenty Regionu Południowo-Zachodniego

Region jest podzielony na sześć departamentów: 
- Fako ze stolicą w Limbé,
- Koupe-et-Manengouba ze stolicą w Bangem,
- Lebialem ze stolicą w Menji,
- Meme ze stolicą w Kumba,
- Manyu ze stolicą w Mamfé,
- Ndian ze stolicą w Mundemba.

Na czele regionu stoi mianowany przez prezydenta gubernator. Na czele departamentu stoi, także mianowany przez prezydenta, prefekt.

### Szkolnictwo
W Buéa mieści się pierwszy uniwersytet w Kamerunie z angielskim językiem wykładowym.